# Halime Sultan
Valide Halime Sultan (n. 1576, Abhazia⁠(d), Principality of Abkhazia⁠(d) – d. 1623, Constantinopol, Imperiul Otoman) a fost a doua consoartă a sultanului Mehmed al III-lea, mama prințului Mahmud, a sultanului Mustafa I și a prințeselor otomane Mihrișah și Dilruba.
A fost regentă pentru fiul ei, Mustafa I, când acesta a urcat pe tronul Imperiului Otoman. Din cauza problemelor mintale pe care fiul ei le avea, Halime s-a ocupat de problemele politice timp de 2 ani, în doua etape: din 22 noiembrie 1617 până în 26 februarie 1618 și din 19 mai 1622 până în 10 septembrie 1623.